# 33rd Street
33rd Street – stacja metra nowojorskiego, na linii 4 i 6. Znajduje się w dzielnicy Manhattan, w Nowym Jorku i zlokalizowana jest pomiędzy stacjami Grand Central – 42nd Street i 28th Street. Została otwarta 27 października 1904.

## Historia
Stacja oznaczona jako 33rd Street zalicza się do pierwszej linii nowojorskiego metra, której budowa rozpoczęła się w 1900 roku. 